# Bal wszystkich świętych (singel)
Bal wszystkich świętych – singel Budki Suflera promujący płytę o tym samym tytule, wydany 29 maja 2000 roku.
W czerwcu 2000 roku Budka Suflera z nowym utworem wzięła udział w 37. Festiwalu Polskiej Piosenki w Opolu w konkursie premier. „Bal wszystkich świętych” zajął w nim pierwsze miejsce zdobywając nagrodę publiczności w głosowaniu audiotele oraz nagrodę jury w Oddziałach Terenowych TVP S.A.

## Wykonawcy
- Krzysztof Cugowski – śpiew
- Marek Raduli – gitara
- Mieczysław Jurecki – gitara basowa
- Tomasz Zeliszewski – perkusja
- Romuald Lipko – instrumenty klawiszowe